# PokéPark 2: Wonders Beyond
PokéPark 2: Wonders Beyond (ポケパーク2 ＢＷ ビヨンド・ザ・ワールド?) titulado en español como PokéPark 2: Un mundo de ilusiones, es un juego de Pokémon para Wii. Fue lanzado en Japón el 12 de noviembre de 2011, en América del Norte el 27 de febrero de 2012, en Europa el 23 de marzo de 2012.
Es la secuela de PokéPark Wii: Pikachu's Adventure . En PokéPark 2, Pikachu ha viajado a un nuevo PokéPark con su mejor amigo Piplup. Se les presenta el Wish Park, pero luego descubren que es imposible escapar del Wish Park. Reshiram y Zekrom informan a Pikachu de los eventos por venir, y le dice a Pikachu que puede salvar el PokéPark. 

## Gameplay
PokéPark 2: Wonders Beyond presenta funciones multijugador con hasta cuatro personas. El jugador usa uno de los cuatro Pokémon disponibles, Pikachu, Snivy, Tepig y Oshawott, y puede cambiarlos; cada Pokémon tiene sus propias habilidades especiales. En el modo persecución, los participantes capturan o etiquetan al otro participante. En el modo batalla, el jugador puede controlar cada movimiento de sus Pokémon, desde esquivar hasta golpear.

## Recepción
Al igual que el primer juego, Poképark 2: Wonders Beyond tuvo una recepción mixta. Nintendo Power le dio un 5.5 / 10, diciendo que "la jugabilidad es defectuosa" y que "aquellos que buscan un juego profundo deberían bajar las expectativas".  IGN le dio al juego un 6.5 / 10, diciendo que "sería mejor esperar para el próximo título verdadero de Pokémon".